# Jelcz PR100E
Jelcz PR100E je polský pokusný trolejbus, který vznikl vestavěním elektrické výzbroje do karoserie autobusu Jelcz PR100.

## Konstrukce
Vůz PR100E byl sestaven z karoserie ojetého varšavského autobusu Jelcz PR100, která byla vyrobena v roce 1974 firmou Jelcz, a odporové elektrické výzbroje a elektromotoru původem z trolejbusu Škoda 9Tr. Prototyp vozu PR100E vznikl v roce 1977 v dílnách varšavského dopravního podniku v ulici Włościańské. Jedním z impulsů ke vzniku tohoto vozu byla také úvaha o obnovení trolejbusové dopravy ve Varšavě.
PR100E je dvounápravový trolejbus s ocelovou karoserií složenou z panelů. V pravé bočnici se nacházejí dvoje dvoukřídlé skládací dveře. Vozidlo pohání jeden trakční motor. PR100E byl vybaven pomocným dieselagregátem od polské firmy Ursus, který umožňoval nouzový pojezd rychlostí 25 km/h i se staženými sběrači.

## Prototyp
Prototyp a zároveň jediný vyrobený trolejbus PR100E vznikl v roce 1977. Ve stejném roce byl podroben zkouškám ve Varšavě na zkušební trati v ulici Stawki. Po ukončení těchto testů byl předán gdyňskému dopravnímu podniku, kde obdržel evidenční číslo 10102. V Gdyni sloužil do roku 1981, kdy byl vyřazen.

## Dodávky trolejbusů
| Současný stát | Město   | Článek | Roky dodávek | Počet vozů | Evidenční čísla při dodání | Zdroj |
| ------------- | ------- | ------ | ------------ | ---------- | -------------------------- | ----- |
| Polsko        | Varšava | článek | 1977         | 1          | 12-1                       | [ 3 ] |